# 遊佐続光
遊佐 続光（ゆさ つぐみつ）は、戦国時代から安土桃山時代にかけての武将。能登畠山氏の家臣。畠山七人衆の一人。能登国珠洲郡に所領を有した。

## 生涯
遊佐氏嫡流である遊佐美作守家の総光の子とみられる。続光が幼少の内に総光が死去したためか、享禄4年（1531年）以降は、庶流である遊佐豊後守家の秀頼が遊佐氏の惣領となっていた。
天文19年（1550年）、畠山家臣7人が主君・畠山義続を七尾城に攻める七頭の乱が起きるが、それを主導したのが温井総貞と続光だった。この7人は七人衆と呼ばれ、以後、家中の主導権を握ることになるが、その中でも温井総貞と続光の地位は突出していたとみられる。また、七頭の乱以降は、遊佐秀頼が行っていた諸大名との外交取次を続光が担うようになっており、遊佐豊後守家の活動はほとんど見られなくなっている。
天文22年（1553年）12月、続光は秀頼ら遊佐一族や平総知・伊丹続堅らと共に加賀に出奔し、畠山駿河の子息を擁して反乱を起こした。続光と温井総貞の対立がこの反乱の原因といわれている。続光は加賀一向一揆や畠山本家から援軍を得たが、大槻・一宮合戦で敗れ、越前へと逃れた。
天文24年（1555年）、温井総貞が死去すると、続光は畠山義続の下に帰参した。この年に温井総貞の子の続宗が反乱を起こし、それが収まると、畠山義続の子・義綱は奉行人を用いて親政を行うようになる。続光はその下で、諸大名との外交取次を引き続き行っており、畠山義続・義綱父子の意思決定にも年寄衆として関与したものとみられる。また、温井氏の反乱の際して、続光は越後長尾氏との取次を行い、長尾氏の援助を得ていた。
永禄9年（1566年）、続光は長続連や八代俊盛と共に畠山義続・義綱父子を追放し、義綱の子の義慶を擁立した。当初は続光ら3人が畠山氏を代表し、3人で連署状を発給するなどしていたが、元亀年間（1570–1573年）には遊佐盛光・温井景隆・長綱連・平堯知の「四人衆」にその立場を譲っている。続光はその頃までに子の盛光に家督を譲り、長続連と共に四人衆を後見する立場に就いたとみられる。
天正4年（1576年）2月には、四人衆の連署状における署判順から、長氏の地位が上昇し遊佐氏を上回っている様子がうかがえる。こうしたことから、続光はこの頃までに死去したと考えられ、それに伴って遊佐氏の地位が低下したと考えられる。
従来は、天正5年（1577年）9月15日、続光が上杉軍に内応したことにより七尾城が落城したとされ、天正9年（1581年）に織田信長の奉行の菅屋長頼らが能登に入部した後、続光は子の盛光と共に討たれたとされてきた。しかし、上杉軍に内応した「遊佐美作守」を続光とした場合、七尾城落城に関する上杉謙信の書状に長続連・綱連父子や温井景隆、平堯知、三宅長盛の名が登場するのにかかわらず、年寄衆の1人である盛光の名が現れないということになる。他の史料についても同様であり、上杉軍に内応した「遊佐美作守」は盛光で、続光はそれ以前に死去していたとするのが妥当と考えられる。